# Шнайдер, Иоганн Готлоб (старший)
Иоганн Готлоб Шнайдер (18 января 1750, Кольм, Саксония — 12 января 1822, Бреслау) — немецкий классический филолог и натуралист.

## Биография
В 1774 году по рекомендации Кристиана Готлоба Гейне (1729—1812) стал секретарём страсбургского ученого Ричарда Франсуа Бранка (1729—1803). Учился в Лейпциге, Гёттингене и Страсбурге и в 1811 году занял должность профессора древних языков в Бреслау. С 1816 года он был старшим библиотекарем, и умер в том же городе в 1822 году.
Среди множества его работ самая известная — «Критический греко-немецкий словарь» (нем. Kritisches griechisch-deutsches Handwörterbuch, 1797—1798), первая самостоятельная работа такого рода со времени «Thesaurus Linguae Latinae» (1576—1578) Роберта Этьена (Robert Estiennes; 1503—1559). Этот словарь послужил основой для работы Франца Пассова (Franz Passow) и всех последующий греческих лексиконов (в том числе и современного стандартного издания «A Greek-English Lexicon». Большим вкладом Шнайдера было включение в словарь слов и выражений, связанных с естественной историей и наукой.
В 1801 году он издал с исправлениями и дополнениями Systema Ichthyologiae iconibus cx illustratum Марка Блоха, известный каталог видов рыб с прекрасными иллюстрациями. В таксономических справочниках это издание цитируется со ссылкой Bloch and Schneider, 1801.
Шнайдера интересовали естественнонаучные труды античных авторов. Он издал De natura animalium Клавдия Элиана; Alexipharmaca и Theriaca Никандра; Scriptores rei rusticae (издание сельскохозяйственных римских писателей); Historia animalium и Politica Аристотеля; Physica и Meteorologica Эпикура; Eclogae physicae Теофраста; Halieuticaи Cynegetica Опиана; сочинения Ксенофонта и Витрувия; собрание фрагментов из Пиндара с описанием жизни и творений поэта. Его Eclogae physicae представляют собой фрагменты из греческих и латинских писателей, посвященные научным вопросам, с оригинальным текстом и комментариями, и статьями о естественной истории и науке в древности.

## Сочинения
- Handwörterbuch der griechischen Sprache. Vogel, Leipzig 1828.
- Griechisch-deutsches Wörterbuch. Hahn, Leipzig 1819.
- Kritisches griechisch-deutsches Wörterbuch. Frommann, Jena, Leipzig 1805/06.
- Eclogae physicae, ex scriptoribus praecipue Graecis excerptae. Frommann, Jena, Leipzig 1800.
- Historiae amphibiorum naturalis et literariae. Frommann, Jena 1799—1801.
- Kritisches griechisch-deutsches Handwörterbuch. Frommann, Jena, Züllichau 1797.
- Amphibiorum physiologiae specimen. Apitz, Frankfurt (Oder) 1790-97.
- Ad reliqua librorum Friderici II. et Alberti Magni capita commentarii … Müller, Leipzig 1789.
- Zweyter Beytrag zur Naturgeschichte der Schildkröten. Müller, Leipzig 1789.
- Erster Beytrag zur Naturgeschichte der Schildkröten. Müller, Leipzig 1787.
- Sammlung vermischter Abhandlungen zur Aufklärung der Zoologie und der Handlungsgeschichte. Unger, Berlin 1784.
- Allgemeine Naturgeschichte der Schildkröten. Müller, Leipzig 1783.
- Ichthyologiae veterum specimina. Winter, Frankfurt (Oder) 1780.
- Anmerkungen über den Anakreon. Crusius, Leipzig 1770.